# Дені Дідро
Дені́ Дідро́ (фр. Denis Diderot, 5 жовтня 1713, Ланґр — 31 липня 1784, Париж) — французький філософ та енциклопедист доби Просвітництва.

## Життєпис
Народився 5 жовтня 1713 року в містечку Ланґр в родині ремісника. Початкову освіту отримав в ліцеї короля Людовіка Великого (тобто Луї XIV).
1732 року отримав ступінь магістра гуманітарних наук, вирішив відмовитися від кар'єри священика та стати юристом. Почав вивчати юриспруденцію, але покинув навчання. Його привабила можливість стати письменником. Етап юнацьких пошуків несхвально сприймався батьками, що призвело до конфліктів. Дені обірвав зв'язок з батьком і деякий час вів богемний спосіб життя, набираючись власного життєвого досвіду.
1742 року в Парижі познайомився з Руссо, з яким склалися дружні стосунки. Серед кореспондентів Дені Дідро була Софі Волленд, з якою він охоче листувався, розвиваючи свої філософські думки та даючи тверезі оцінки паризькій дійсності, протиріччя та ганебні явища якої впадали у око.
1743 року Дені Дідро одружився з жінкою, що походила з ревної католицької родини. Антуанета була старшою на 4 роки за 30-річного письменника і не мала посагу. Цей шлюб не схвалив батько Дідро, що погіршило відносини між ними.
Єдиною дитиною, що дожила до дорослого віку, була донька письменника.
Дені Дідро, як письменник, набув популярності та слави, але це не дало йому матеріального статку. Навіть обрання у члени Французької академії наук не поліпшило матеріального стану літератора.
Родина була не в змозі дати за дочкою посаг. Тому письменник вирішив продати найдорожче, що створив за життя і що мав — власну бібліотеку.
Продаж бібліотеки Дідро несподівано став приводом для політичного втручання російської імператриці Катерини ІІ. Бажаючи підвищити власний статус в очах паризького аристократичного суспільства, Катерина ІІ демонстративно придбала бібліотеку письменника за значні гроші, зробила Дідро бібліотекарем, надіслала йому зарплатню відразу за кілька років наперед. Крім того, вона залишала бібліотеку письменника в Парижі до його смерті. Книги перевезли до орендованого будинку в Парижі з правом письменника користуватися ними. Справа отримала значний розголос, який Катерина ІІ вдало використала собі на користь.
На запрошення Катерини II 1773 року він приїхав до Російської імперії, де на прохання цариці написав «План університету або школи публічного викладання наук для російського уряду» і поради: «Про школу для молодих дівчат», «Про особливе виховання», «Про публічні школи» та інші, де розглянув весь спектр педагогічних проблем, відомих на той час. Дідро виступив з проєктом державної системи народної освіти на принципах загального, безкоштовного, початкового навчання. Він прагнув забезпечити фактичну доступність школи, вважав за необхідне організувати матеріальну допомогу держави дітям бідняків (безкоштовні підручники та харчування в початковій школі, стипендії в середній та вищій школі).
Російська імперія, царат в особі Катерини ІІ лише використовували ідеї просвітництва заради зміцнення власних позицій. Усе радикальне і сміливе у просвітництві влада імперії відкидала негайно. Ані Дідро, ані Катерина ІІ не здійснювали — із міркувань безпеки — записів власних бесід. Красномовним було повне мовчання письменника про ці бесіди згодом та дратівливі зауваження імператриці про Дідро у листуванні до Гріма. Але зміст дратівливих зауважень імператриці Катерини ІІ на той час не розголошували.
Помер 1784 в Парижі.

## Діяльність Дідро

### Створення Енциклопедії
Наш девіз такий : ніякої пощади дурням, злочинцям і тиранам ...

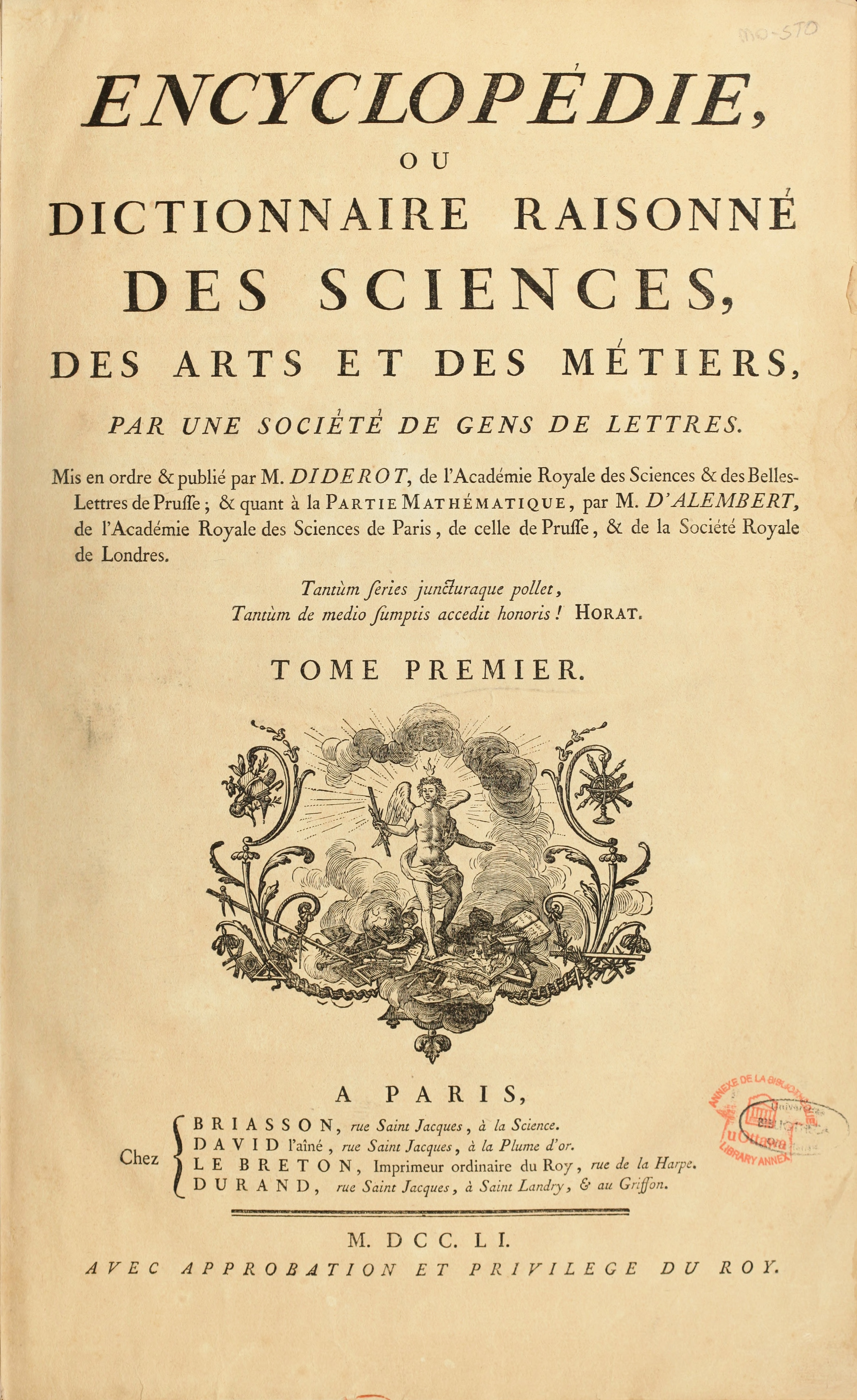
Перша сторінка Енциклопедії Дідро

Вийшовши з в'язниці, Дідро став редактором «Енциклопедії, або Тлумачного словника наук, мистецтв і ремесел» (1751—1780). Дідро зумів, разом з іншими просвітителями, зробити Енциклопедію системою наукових знань тієї епохи і зброєю в боротьбі з релігійною ідеологією та феодалізмом, чим нажив впливових ворогів.
Як проєкт, «Енциклопедія» виникла 1747 року. Ідею подав паризький видавець Луї Бретон, що мав на меті прибуток. Стати керівником нового і незвичного на той час проєкту він запропонував небагатому письменникові Дені Дідро. (Сам Дідро не знав, що захопиться проєктом і віддасть справі двадцять п'ять (25) запеклих і тривожних років життя). Дідро створив первісну програму видання, став його головним редактором, був автором помітної кількості його статей. Перші двадцять вісім (28) книг видання з тридцяти п'яти — вийшли з друку в редакції одного Дені Дідро. Лише згодом співредактором видання став французький науковець Жан д'Аламбер.
«Енциклопедія» Дідро помітно відрізнялась від сучасних, статті не мали звичних зараз скорочень, ілюстрації розмістили окремо у чотирьох томах, що було не досить зручно для читачів. Написати всі статті Дені Дідро і Жан д'Аламбер ніяк не могли через вже набуті людством наукові знання, котрі постійно збільшувались. Видання за ними почало не встигати. До створення статей була залучена низка відомих на той час письменників, серед котрих були Вольтер, Жан Жак Руссо, Шарль Луї де Монтеск'є, Гельвецій та низка менш відомих особистостей.
Видання було розраховане на дворянську і заможну аудиторію, розповсюджувалось за підпискою освічених багатіїв, зацікавлених у збереженні власних привілеїв і власного пільгового стану. «Енциклопедія» почала дратувати впливову католицьку церкву та консервативне дворянство. Почалася війна між авторами, редакторами видання з одного боку і реакціонерами з іншого. Дідро з гіркотою записав: 
| Нашими відкритими ворогами були: королівський двір, вельможі і військові, священики, поліція, судді, письменники, не залучені до праці (і платні), нарешті ті громадяни, що віддали власну свідомість панівній несхвальності видання. (Вороги) слово «енциклопедист» перетворили на ганебний ярлик. Ярлик клеїли на всіх, кого бажали представити перед королем як небезпечних осіб, перед священством — як ворогів церкви, перед суддями — як злочинців, перед народом — як громадян-негідників. Досі вважається, що енциклопедист — це людина, гідна лише смерті.[3] |
Загроза припинення видання виникла вже після оприлюднення перших книг. 1759 року був виданий наказ про заборону видання і знищення вже надрукованих семи книг. Наляканий спротивом Жан д'Аламбер припинив роботу. Вольтер радить і Дідро припинити видання. Проте Дідро не скорився.
Королівська тюрма — Бастилія — була в'язницею не тільки для політичних ворогів короля Франції. Серед заарештованих були і заборонені книги. Так, до Бастилії звозили конфісковані книги Французької Енциклопедії.
Злякався й видавець Луї Бретон. Потай від Дідро він цензурував статті, викидаючи з них усе сміливе і небезпечне. За спотворені тексти десяти томів несе відповідальність не Дені Дідро. Аби Дідро не відновив тексти, Бретон спалив його рукописи (!)

## Еволюція поглядів філософа
У філософських творах «Думки про пояснення природи» (1754), «Розмова д'Аламбера з Дідро», «Сон д'Аламбера» (1769) «Філософські принципи матерії та руху» (1770), «Елементи фізіології» (1774—1780) Дідро відстоював матеріалістичні ідеї, розглядаючи все, що існує як різні формоутворення єдиної Нествореної матерії. Згідно з його вченням, матерія якісно різноманітна, в ній є початок саморуху, розвитку. Задовго до Чарлза Дарвіна Дідро висловив здогад про біологічну еволюцію. Заперечуючи божественне походження королівської влади, Дідро дотримувався теорії суспільного договору, але з острахом ставився до самостійного руху низів і пов'язував свої надії з освіченим монархом. В останній період життя схилявся до ідеї республіки замість монархії, але вважав її малопридатною в умовах великої централізованої держави.

## Республіканська форма правління у Франції
Як відомо з історії, незважаючи на це, Франція стане республікою вже наприкінці 18 ст. в роки революції 1789—1793 рр. Декілька разів до республіканського правління Франція повертатиметься протягом 19 ст. і стане республікою в 20-му.

### Філософія Дідро
Уся природа, згідно з поглядами Дідро, перебуває у постійному русі та еволюціонуванні. Усе, що існує, колись виникло і зникне, перетворюючись на щось інше. Різноманітність наявних матеріальних форм є головною причиною процесуальності світу. Розглядаючи конкретний процес зміни форм існування, ми можемо постійно фіксувати усе нові та нові форми, фрагменти зміни конкретної форми, але ніколи не зможемо побачити нескінченної множини форм реальності, які існують під час зміни одного предмета на якийсь інший. Не маючи можливості виявити безмежну множину форм реальності, люди користуються поняттям «матерія», яке засвідчує нам, що існує реальність, навіть якщо вона не відома конкретними виявленнями. Дідро вважав, що розмаїття форм матерії створюється зіткненням та об'єднанням різноякісних елементів.

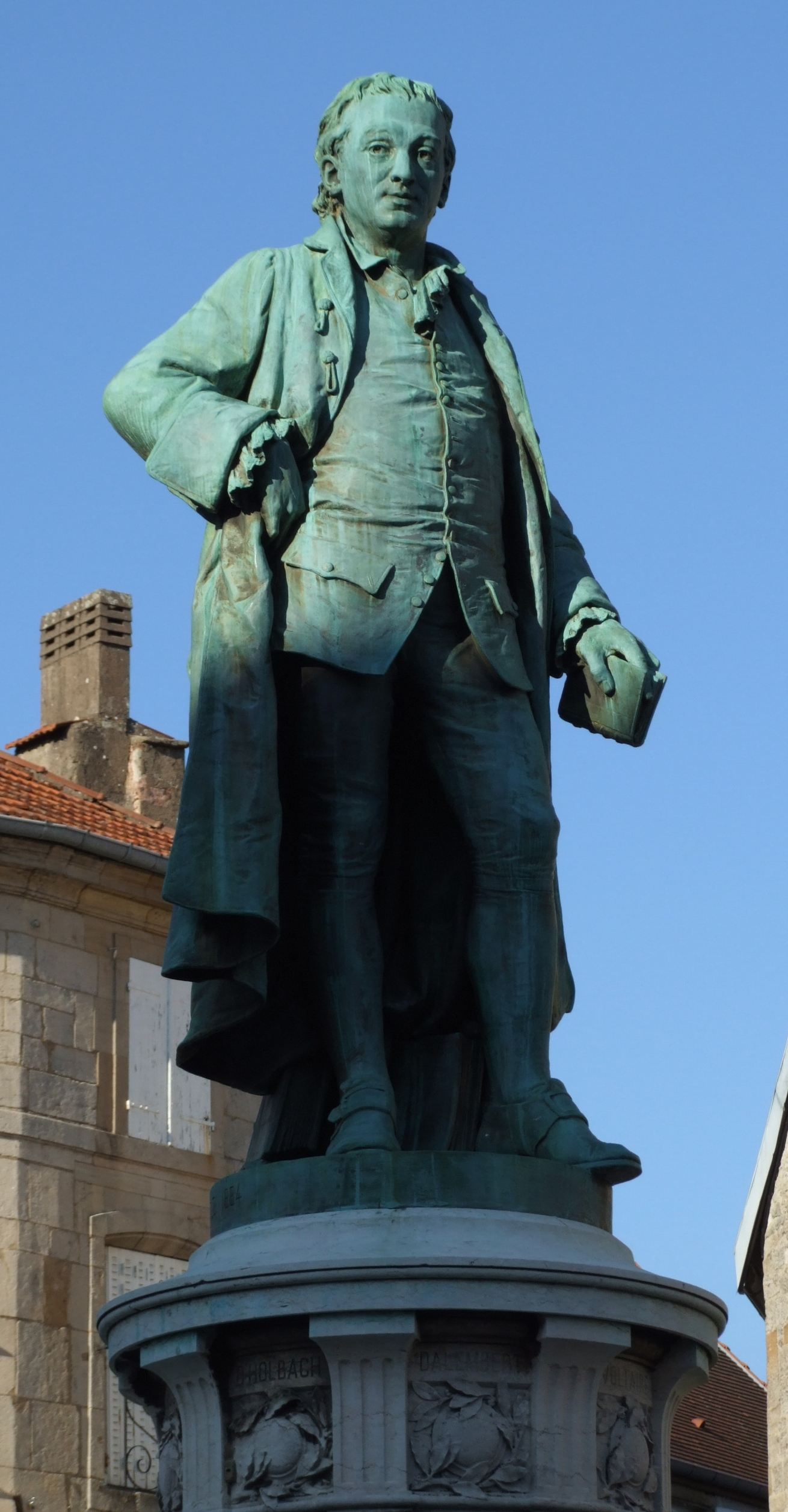
Пам'ятник у місті, де народився Дідро

Дідро відстоював вчення про єдність матерії та свідомості, висловлював думку, що у потенційному вигляді відчуття є всеуніверсальною властивістю матерії. Розглядаючи виникнення свідомості, розуму як історичних явищ, Дідро створив першу еволюціоністичну концепцію становлення біологічних видів. Однак він розглядав еволюцію лише у вигляді накопичення властивостей, ознак, які сумарно дають феномен нового біологічного виду. Свою гносеологічну концепцію Дідро будував, керуючись принципами сенсуалізму (насамперед — локківського). Він виділяв три види пізнання: спостереження, обмірковування, досвід. Спостереження збирає факти, обмірковування — комбінує їх, досвід — перевіряє результати цих комбінацій. Не поділяючи думку про те, що ми можемо звести мислення людини до відчуттів, Дідро розробив концепцію психічної діяльності, за якою судження, почуття не зводяться до елементарних чуттів, а останні—це їхня умова, а не сутність, умова виникнення психіки, а не сама психіка.

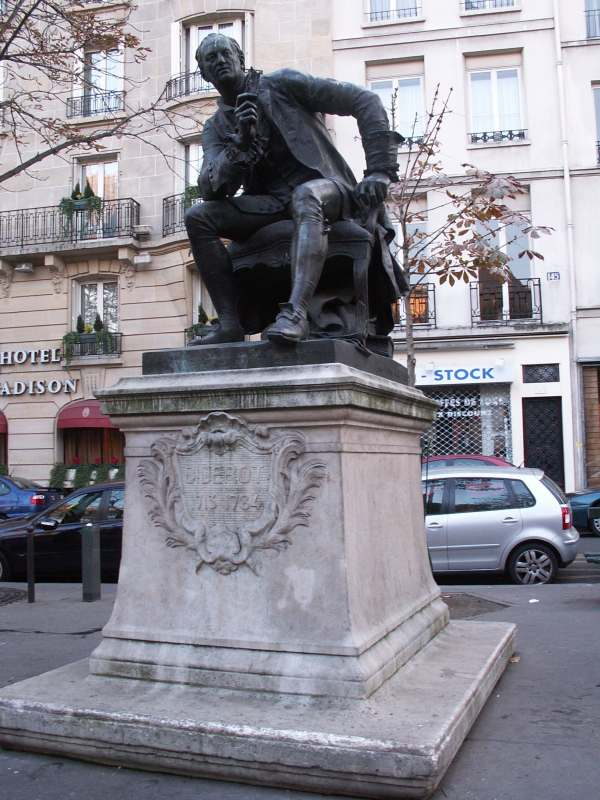
Пам'ятник Д. Дідро в Парижі

Разом з Гельвецієм і Гольбахом Дідро обґрунтовував вчення про вирішальну роль середовища для формування особистості. Він вважав, що свідоме перетворення навколишнього середовища є головною умовою поліпшення людини, суспільства. Тому свідомість законодавців Дідро оцінював як вирішальний чинник суспільного прогресу. Спираючись на теорію «суспільної угоди», він активно доводив право народу фізичною силою змінювати систему державного устрою суспільства.
Широкого визнання набула естетична концепція Дідро. Розкриваючи зміст поняття «прекрасне», він зробив висновок, що уявлення про прекрасне можна визнати відображенням реальних відношень зовнішнього світу. Визнаючи мистецтво «наслідуванням природі», включаючи до поняття «природи» і суспільне буття, Дідро стверджував, що у природі немає нічого зайвого, всі особливості будови людського тіла, матеріальних предметів спричинені природними законами, які адекватно фіксуються лише митцями. Послідовна критика класицизму уможливила Дідро виробити принципи реалізму, які найяскравіше виявили себе у концепції театрального мистецтва. На противагу теоретикам класицизму, які розглядали театральну дію лише як комічну або трагічну, Дідро створив теорію «серйозного жанру», яка проголошувала можливість театрального зображення буденного життя простих людей, а не царів чи героїв, які завжди здаються нам або комічними, або трагічними. Зображення в театрі буденного життя, за теорією Дідро, потребує показу у театральній драмі чи комедії зіткнення не характерів, а суспільних відносин, людей, які виконують певні суспільні функції.
Дідро висловлювався за реалізм італійської опери, висував ідею середнього жанру між трагедією і комедією, в якому відбивалися б горе і радості повсякденному житті людини третього стану, намагався внести в драму буденність, щоб наблизити те, що відбувається на сцені до повсякденного життя: «Бесіди про Побічного сина» (1757) і «Міркування про драматичну поезію» (1758).
Естетичний ідеал Дідро невіддільний від ідеалу соціального і етичного. Герої його творів «Черниця» (1760), «Племінник Рамо» (1762), «Батько родини» (1756), «Жак фаталіст» (1773) дискутують про філософію і моралі, в цих образах втілено образ народу Франції з його життєлюбством і життєвою мудрістю. Дідро надавав величезного значення освіті і вихованню людини, хоча і не заперечував, що для розвитку дитини велике значення мають її анатомо-фізіологічні особливості. Головне — виявити природні здібності дітей і розвивати їх.

### Твори
З ранніх філософських праць відомі «Філософські думки» (1746), «Алеї, або „Прогулянка скептика“» (1747). Атеїстичний твір «Лист про сліпих у повчання зрячим» (1749).
Дідро — автор відомих праць «Думки про пояснення природи» (1754), «Розмова д'Аламбера з Дідро», «Філософські принципи матерії та руху». У своїх працях він обґрунтував принципи послідовного матеріалізму, за якими єдиною реальністю може бути лише матерія і рух. У єдиний процес еволюції світу Дідро додав існування людини, суспільства. Найбільш відомою є діяльність Дідро зі створення «Енциклопедії наук, мистецтв і ремесел», якій він віддав понад 20 років життя.

## Пам'ять
У містах Кривий Ріг та Харків є вулиці Дідро

## Портрети Левицького
До 1773 року належать портрети дружини дипломата Наришкіна, що зберігає музей Лувр та портрет пензля Левицького — паризького філософа Дені Дідро. Ймовірно, найкращого на той час художника-портретиста Санкт-Петербурга Левицького з Дідро познайомив сам Наришкін. Портрет Дідро залишився в Петербурзі до 1813 року, коли був вивезений до Швейцарії, де й зберігається донині.

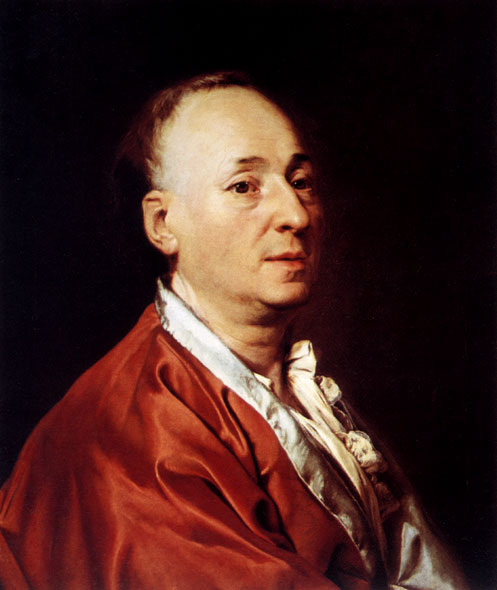
Портрет Дені Дідро

- Твори Дені Дідро у вікіджерелах (фр.)

- «Думки про пояснення природи»;
- «Розмова д'Аламбера з Дідро»,
- «Філософські принципи матерії та руху»;
- «Енциклопедії наук, мистецтв і ремесел»;

## Українські переклади
Одним з найвизначніших перекладачів Дідро українською був Валер'ян Підмогильний.
- Дідро Дені. Жак-Фаталіст / Інститут літератури ім. Т. Г. Шевченка НАН України / В. Підмогильний (пер.). — Харків : Фоліо, 2007. — 447с. — (Бібліотека світової літератури). — ISBN 978-966-03-4008-4.

- Дідро Дені. Жак фаталіст та його пан / І. Кошелівець (пер.) — Мюнхен: Сучасність, 1970 [Архівовано 4 березня 2016 у Wayback Machine.].

- Дідро Дені. Черниця. Вибрані твори / В. Підмогильний (пер.). — К.: Ще одну сторінку, 2024. — 320. — (Класична проза). — ISBN 9786175222676.